# Mesochorus blanditus
Mesochorus blanditus är en stekelart som beskrevs av Dasch 1974. Mesochorus blanditus ingår i släktet Mesochorus och familjen brokparasitsteklar. Inga underarter finns listade i Catalogue of Life.